# Уряд Оману
Уряд Оману — вищий орган виконавчої влади Оману.

## Голова уряду
- Прем'єр-міністр — Кабус ібн Саїд аль-Саїд (англ. Qaboos bin Said Al Said).
- Віце-прем'єр-міністр — Фахд ібн Махмуд аль-Саїд (англ. Fahd bin Mahmud Al Said).

## Кабінет міністрів
Склад чинного уряду подано станом на 30 березня 2016 року.
| Логотип                                                                                             | Міністерство                                   | Міністр                                                                                           | Фото | Час на посаді | Час на посаді | Партія | Партія | Вебсайт |
| --------------------------------------------------------------------------------------------------- | ---------------------------------------------- | ------------------------------------------------------------------------------------------------- | ---- | ------------- | ------------- | ------ | ------ | ------- |
| | Спеціальний представник султана                | Тувайні ібн Шихаб аль-Саїд (Thuwayni bin Shihab Al Said)                                          |      |               |               |        |        |         |
| | Міністерство вакфу і релігійних справ          | Абдалла ібн Мухаммад ібн Абдалла аль-Салімі (Abdallah bin Muhammad bin Abdallah al-Salimi)        |      |               |               |        |        |         |
| | Міністерство вищої освіти                      | Рав'я бінт Сауд аль-Бусайді (Rawya bint Saud al-Busaidi)                                          |      |               |               |        |        |         |
| | Міністерство внутрішніх справ                  | Хамуд ібн Файсал ібн Саїд аль-Бусайді (Hamud bin Faisal bin Said al-Busaidi)                      |      |               |               |        |        |         |
| | Міністерство державної служби                  | Халід ібн Умар ібн Саїд аль-Мархун (Khalid bin Umar bin Said al-Marhun)                           |      |               |               |        |        |         |
| | Міністерство дивану                            | Халід ібн Халал ібн Сауд аль-Бусайді (Khalid bin Hilal bin Saud al-Busaidi)                       |      |               |               |        |        |         |
| | Міністерство екології та клімату               | Мухаммад ібн Салім ібн Саїд аль-Тубі (Muhammad bin Salim bin Said al-Tubi)                        |      |               |               |        |        |         |
| | Міністерство житлово-комунального господарства | Мухаммад ібн Сейф ешь-Шабібі (Muhammad bin Saif al-Shabibi)                                       |      |               |               |        |        |         |
| | Міністерство законодавства                     | Абдалла ібн Мухаммад ібн Саїд аль-Саїді (Abdallah bin Muhammad bin Said al-Saidi)                 |      |               |               |        |        |         |
| | Міністерство закордонних справ                 | Кабус ібн Саїд аль-Саїд (Qaboos bin Said Al Said)                                                 |      |               |               |        |        |         |
| Відповідальний міністр Юсуф ібн Алаві ібн Абдалла (Yusuf bin Alawi bin Abdallah)                    | Міністерство закордонних справ                 |                                                                                                   |      |               |               |        |        |         |
| | Міністерство інформації                        | Хамад ібн Мухаммад аль-Рашді (Hamad bin Muhammad al-Rashdi)                                       |      |               |               |        |        |         |
| | Міністерство культури і культурної спадщини    | Хайтам ібн Тарік аль-Саїд (Haytham bin Tariq Al Said)                                             |      |               |               |        |        |         |
| | Міністерство людських ресурсів                 | Абдалла ібн Нассер ібн Абдалла аль-Бакрі (Abdallah bin Nasser bin Abdallah al-Bakri)              |      |               |               |        |        |         |
| | Міністерство муніципалітетів і водних ресурсів | Ахмад ібн Абдалла ібн Мухаммад аль-Шухі (Ahmad bin Abdallah bin Muhammad al-Shuhi)                |      |               |               |        |        |         |
| | Міністерство нафтогазової промисловості        | Мухаммад ібн Хамад ібн Сейф аль-Румхі (Muhammad bin Hamad bin Sayf al-Rumhi)                      |      |               |               |        |        |         |
| | Міністерство оборони                           | Кабус ібн Саїд аль-Саїд (Qaboos bin Said Al Said)                                                 |      |               |               |        |        |         |
| Відповідальний міністр Бадр ібн Сауд ібн Харіб аль-Бусайді (Badr bin Saud bin Harib al-Busaidi)     | Міністерство оборони                           |                                                                                                   |      |               |               |        |        |         |
| | Міністерство освіти                            | Мадіха бінт Ахмад ібн Насір аль-Шиб'яніян (Madiha bint Ahmad bin Nasir al-Shibyaniyan)            |      |               |               |        |        |         |
| | Міністерство охорони здоров'я                  | Алі ібн Мухаммад ібн Муса (Ali bin Muhammad bin Musa)                                             |      |               |               |        |        |         |
| | Міністерство риболовлі                         | Мухаммад ібн Алі аль-Катабі (Muhammad bin Ali al-Qatabi)                                          |      |               |               |        |        |         |
| | Міністерство соціального розвитку              | Мухаммад ібн Саїд ібн Саїд аль-Калбані (Muhammad bin Said bin Said al-Kalbani)                    |      |               |               |        |        |         |
| | Міністерство спорту                            | Саад ібн Мухаммад ібн Саїд аль-Мардхуф аль-Сааді (Saad bin Muhammad bin Said al-Mardhuf al-Saadi) |      |               |               |        |        |         |
| | Міністерство сільського господарства           | Фуад ібн Джафар ібн Мухаммад аль-Саджвані (Fuad bin Jafar bin Muhammad al-Sajwani)                |      |               |               |        |        |         |
| | Міністерство торгівлі та промисловості         | Алі ібн Масуд ібн Алі аль-Сунайді (Ali bin Masud bin Ali al-Sunaidi)                              |      |               |               |        |        |         |
| | Міністерство транспорту і зв'язку              | Ахмад ібн Мухаммад ібн Салім аль-Футайсі (Ahmad bin Muhammad bin Salim al-Futaisi)                |      |               |               |        |        |         |
| | Міністерство туризму                           | Ахмад ібн Насір ібн Хамад аль-Махразі (Ahmad bin Nasir bin Hamad al-Mahrazi)                      |      |               |               |        |        |         |
| | Міністерство у справах султана                 | генерал Султан ібн Мухаммад аль-Нумані (Sultan bin Muhammad al-Numani)                            |      |               |               |        |        |         |
| | Міністерство фінансів                          | Кабус ібн Саїд аль-Саїд (Qaboos bin Said Al Said)                                                 |      |               |               |        |        |         |
| Відповідальний міністр Дервіш ібн Ісмаїл ібн Алі аль-Балуші (Darwish bin Ismail bin Ali AL-Balushi) | Міністерство фінансів                          |                                                                                                   |      |               |               |        |        |         |
| | Міністерство юстиції                           | Абд аль-Малік ібн Абдалла ібн Алі аль-Халілі (Abd al-Malik bin Abdallah bin Ali al-Khalili)       |      |               |               |        |        |         |
| | Державний міністр Оману і губернатор Маскату   | Саїд аль-Мутасім ібн Хамуд аль-Бусайді (Sayid al-Mutasim bin Hamud al-Busaidi)                    |      |               |               |        |        |         |
| | Державний міністр Оману і губернатор Дофару    | Мухаммад ібн Султан ібн Хамуд аль-Бусайді (Muhammad bin Sultan bin Hamud al-Busaidi)              |      |               |               |        |        |         |
| | Генеральний секретар кабінету міністрів Оману  | Шейх аль-Фадл ібн Мухаммад ібн Ахмад аль-Харті (Shaykh al-Fadhl bin Muhammad bin Ahmad al-Harthi) |      |               |               |        |        |         |

### Спеціальні радники султана
| Посада                                              | Особа                                                                                      | Фото | Час на посаді | Час на посаді |
| --------------------------------------------------- | ------------------------------------------------------------------------------------------ | ---- | ------------- | ------------- |
| Спеціальний радник                                  | Салім ібн Абдалла аль-Газалі (Salim bin Abdallah al-Ghazali)                               |      |               |               |
| Спеціальний радник з питань культури                | Абд аль-Азіз ібн Мухаммад аль-Рувас (Abd al-Aziz bin Muhammad al-Ruwas)                    |      |               |               |
| Спеціальний радник з питань економічного планування | Мухаммад ібн Зубейр (Muhammad bin Zubayr)                                                  |      |               |               |
| Спеціальний радник султана з питань екології        | Шабіб ібн Таймур аль-Саїд (Shabib bin Taymur Al Said)                                      |      |               |               |
| Спеціальний радник з питань закордонних справ       | Умар ібн Абд аль-Мунім аль-Зававі (Umar bin Abd al-Munim al-Zawawi)                        |      |               |               |
| Спеціальний радник султана з питань безпеки         | генерал-лейтенант Абдалла ібн Саліх Халфан аль-Хабсі (Abdallah bin Salih Khalfan al-Habsi) |      |               |               |